# Curtiss Autoplane
Das 1917 von dem Amerikaner Glenn Curtiss erfundene Curtiss Autoplane gilt allgemein als der erste Versuch, ein fliegendes Auto zu bauen.

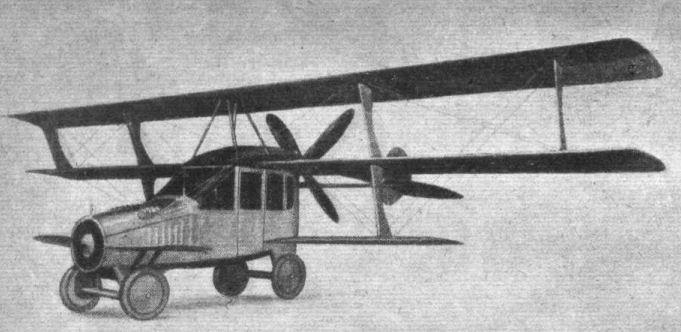
Curtiss Autoplane 1917

Das Autoplane war ein Dreidecker und verwendete die Flügel eines Curtiss Model L-Trainers mit einem kleinen vorderen Teil eines Flugzeugs, das an der Nase des Autoplane angebracht war. Die Aluminiumkarosserie des Autoplane ähnelte einem Ford Modell T und verfügte über drei Sitze in einer geschlossenen Kabine, wobei der Pilot / Fahrer auf dem Vordersitz und die beiden Passagiere nebeneinander hinten saßen. Es wurden ein vierblättriger Propeller und ein Doppelauslegerheck verwendet. Ein Curtiss OXX-Motor mit 75 kW (100 PS) trieb den Propeller über eine Welle und Riemen an. Das Flugzeug hatte ein Allradfahrwerk, die Vorderräder waren lenkbar. Die Flügel und das Heck konnten zur Verwendung als Auto zerlegt werden.
Es wurde auf der Panamerikanischen Luftfahrtausstellung in New York im Februar 1917 gezeigt.